# Team CSC 2006
Questa voce raccoglie le informazioni riguardanti il Team CSC nelle competizioni ufficiali della stagione 2006.

## Stagione
Come UCI ProTour Team, la CSC prese parte alle gare del circuito UCI ProTour. Nel circuito Pro arrivarono 20 vittorie, mentre in quello Continental, 24. La squadra chiuse vincendo la classifica ProTour a squadre.

## Organico

### Staff tecnico
TM=Team Manager, DS=Direttore Sportivo.
|  | Naz.                   | Ruolo | Sportivo         |  |  |  |
|  | ---------------------- | ----- | ---------------- |  |  |  |
|  | Danimarca (bandiera)   | TM    | Bjarne Riis      |  |  |  |
|  | Danimarca (bandiera)   | DS    | Kim Andersen     |  |  |  |
|  | Francia (bandiera)     | DS    | Alain Gallopin   |  |  |  |
|  | Danimarca (bandiera)   | DS    | Dan Frost        |  |  |  |
|  | Australia (bandiera)   | DS    | Scott Sunderland |  |  |  |
|  | Paesi Bassi (bandiera) | DS    | Tristan Hoffman  |  |  |  |

### Rosa
|  | Naz.                   |  | Sportivo             | Anno |  |  |
|  | ---------------------- |  | -------------------- | ---- |  |  |
|  | Norvegia (bandiera)    |  | Kurt-Asle Arvesen    | 1975 |  |  |
|  | Danimarca (bandiera)   |  | Lars Ytting Bak      | 1980 |  |  |
|  | Italia (bandiera)      |  | Ivan Basso           | 1977 |  |  |
|  | Danimarca (bandiera)   |  | Michael Blaudzun     | 1973 |  |  |
|  | Danimarca (bandiera)   |  | Matti Breschel       | 1984 |  |  |
|  | Svizzera (bandiera)    |  | Fabian Cancellara    | 1981 |  |  |
|  | Spagna (bandiera)      |  | Íñigo Cuesta         | 1969 |  |  |
|  | Ucraina (bandiera)     |  | Volodymyr Hustov     | 1977 |  |  |
|  | Danimarca (bandiera)   |  | Allan Johansen       | 1971 |  |  |
|  | Stati Uniti (bandiera) |  | Bobby Julich         | 1971 |  |  |
|  | Danimarca (bandiera)   |  | Kasper Klostergaard  | 1983 |  |  |
|  | Paesi Bassi (bandiera) |  | Karsten Kroon        | 1976 |  |  |
|  | Svezia (bandiera)      |  | Marcus Ljungqvist    | 1974 |  |  |
|  | Italia (bandiera)      |  | Giovanni Lombardi    | 1969 |  |  |
|  | Austria (bandiera)     |  | Peter Luttenberger   | 1972 |  |  |
|  | Danimarca (bandiera)   |  | Lars Michaelsen      | 1969 |  |  |
|  | Germania (bandiera)    |  | Christian Müller     | 1982 |  |  |
|  | Australia (bandiera)   |  | Stuart O'Grady       | 1973 |  |  |
|  | Danimarca (bandiera)   |  | Martin Pedersen      | 1983 |  |  |
|  | Italia (bandiera)      |  | Andrea Peron         | 1971 |  |  |
|  | Danimarca (bandiera)   |  | Jakob Piil           | 1973 |  |  |
|  | Australia (bandiera)   |  | Luke Roberts         | 1977 |  |  |
|  | Spagna (bandiera)      |  | Carlos Sastre        | 1975 |  |  |
|  | Lussemburgo (bandiera) |  | Fränk Schleck        | 1980 |  |  |
|  | Lussemburgo (bandiera) |  | Andy Schleck         | 1985 |  |  |
|  | Danimarca (bandiera)   |  | Nicki Sørensen       | 1975 |  |  |
|  | Danimarca (bandiera)   |  | Brian Vandborg       | 1981 |  |  |
|  | Stati Uniti (bandiera) |  | Christian Vandevelde | 1977 |  |  |
|  | Germania (bandiera)    |  | Jens Voigt           | 1971 |  |  |
|  | Stati Uniti (bandiera) |  | David Zabriskie      | 1979 |  |  |

## Palmarès

### Corse a tappe
- Parigi-Nizza

Cronoprologo (Bobby Julich)
- Tirreno-Adriatico

5ª tappa (Fabian Cancellara)
- Giro d'Italia

5ª tappa (cronosquadre)
8ª tappa (Ivan Basso)
16ª tappa (Ivan Basso)
20ª tappa (Ivan Basso)
Classifica generale (Ivan Basso)
- Volta Ciclista a Catalunya

1ª tappa (Fabian Cancellara)
- Critérium du Dauphiné Libéré

Cronoprologo (David Zabriskie)
3ª tappa (David Zabriskie)
- Tour de France

13ª tappa (Jens Voigt)
15ª tappa (Fränk Schleck)
- Deutschland Tour

2ª tappa (Jens Voigt)
6ª tappa (Jens Voigt)
7ª tappa (Jens Voigt)
Classifica generale (Jens Voigt)
- Vuelta a España

1ª tappa (cronosquadre)
- Critérium International

2ª tappa (Ivan Basso)
Classifica generale (Ivan Basso)
- Settimana Internazionale di Coppi e Bartali

1ª tappa, 2ª semitappa (cronosquadre)
- Circuit de la Sarthe

3ª tappa (Ivan Basso)
- Tour de Georgia

1ª tappa (Lars Michaelsen)
- Tour de Luxembourg

1ª tappa (Allan Johansen)
Classifica generale (Christian Vandevelde)
- Ster Elektrotoer

4ª tappa (Jens Voigt)
Classifica finale (Kurt Asle Arvesen)
- Sachsen-Tour International

3ª tappa (Andy Schleck)
5ª tappa (Andy Schleck)
- Parigi-Corrèze

2ª tappa (Marcus Ljungqvist)
- Post Danmark Rundt

2ª tappa (Fabian Cancellara)
5ª tappa (Fabian Cancellara)
Classifica generale (Fabian Cancellara)
- Tour of Britain

1ª tappa (Martin Pedersen)
Classifica generale (Martin Pedersen)
- 3-Länder-Tour

2ª tappa (Karsten Kroon)
4ª tappa (Luke Roberts)
5ª tappa (Karsten Kroon)

### Corse in linea
- Eindhoven Team Time Trial
- Parigi-Roubaix (Fabian Cancellara)
- Amstel Gold Race (Fränk Schleck)
- Gran Premio Primavera (Carlos Sastre)
- Grand Prix Herning (Allan Johansen)
- Sparkassen Giro Bochum (Jens Voigt)
- G.P. SBS-Miasino-Mottarone (Ivan Basso)

### Campionati nazionali
- Campionati austriaci

Cronometro (Peter Luttenberger)
- Campionati danesi

In linea (Allan Johansen)
Cronometro (Allan Johansen)
- Campionati norvegesi

Cronometro (Kurt-Asle Arvesen)
- Campionati svizzeri

Cronometro (Fabian Cancellara)
- Campionati statunitensi

Cronometro (David Zabriskie)

## Classifiche UCI

### UCI ProTour
Individuale
Piazzamenti dei corridori del Team CSC nella classifica individuale dell'UCI ProTour 2006.
| Pos. | Ciclista             | Punti |
| ---- | -------------------- | ----- |
| 3    | Fränk Schleck        | 165   |
| 9    | Ivan Basso           | 138   |
| 17   | Carlos Sastre        | 114   |
| 20   | Fabian Cancellara    | 106   |
| 32   | Jens Voigt           | 75    |
| 41   | Stuart O'Grady       | 65    |
| 42   | Karsten Kroon        | 60    |
| 77   | Kurt-Asle Arvesen    | 31    |
| 107  | Íñigo Cuesta         | 15    |
| 109  | Jakob Piil           | 15    |
| 129  | David Zabriskie      | 9     |
| 141  | Nicki Sørensen       | 7     |
| 168  | Bobby Julich         | 4     |
| 182  | Christian Vandevelde | 3     |
| 187  | Volodymyr Hustov     | 2     |

Squadra
La squadra Team CSC chiuse in prima posizione con 388 punti.